# Rugocythereis
Rugocythereis is een geslacht van kreeftachtigen uit de klasse van de Ostracoda (mosselkreeftjes).

## Soorten
- Rugocythereis fortedimorphica (Coles & Whatley, 1989) Dingle, Lord & Boomer, 1989 †
- Rugocythereis horrida (Whatley & Coles, 1987) Dingle, Lord & Boomer, 1990 †
- Rugocythereis multiflora McKenzie, Reyment & Reyment, 1993 †
- Rugocythereis praedorsoserrata (Coles & Whatley, 1989) Dingle, Lord & Boomer, 1989 †
- Rugocythereis thetys Mazzini, 2005